# Пенхоу

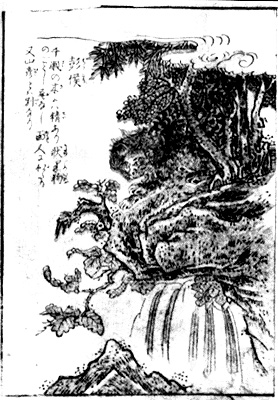
Японська ілюстрація Торіяма Секієна.

Пенхоу (кит.: 彭侯; піньїнь: Pénghóu) — в китайській міфології та фольклорі дух дерева.

## У китайському фольклорі
У двох класичних китайських текстах згадуються схожі описи міфу про Пенхоу.
У втраченому в давнину тексті «Байцзе ду», який ототожнюють з «Дуньхуанськими рукописами», Пенхоу описується наступним чином:
Істота, що утворилася з сутності дерева, називається Пенхоу. Вона виглядає як чорна собака без хвоста, і її м'ясо можна споживати в якості їжі. Сутність 1000-річного дерева може перетворитися на дух, який зветься Цзяфей. Він схожий на свиню. Його м'ясо на смак, як м'ясо собаки.
Він описаний у книзі Гань Бао (III-IV століття) «Соу шень цзі» (搜神記 — «Записки про пошуки духів»), у якій розповідається:
Під час першого правителя царства У його воєначальник Тянь-Ань одного разу відправив людини, щоб зрубати велике камфорне дерево. Після кількох ударів сокирою з надрубаного стовбура раптом потекла кров. Коли камфора, нарешті, була зрубана, з неї вийшла істота в подобі людини і тілом собаки. Правитель пояснив: «Це те, що відоме як Пенхоу». Він звелів приготувати цю істоту для себе і негайно з'їв. Смак її був такий самий, як у м'яса собаки.
Китайський лікар, фармаколог і натураліст часів династії Мін Лі Шичжень в «Бенцао ганму» ("Компендіум лікарських речовин", 1578 рік) згадує Пенхоу в розділі, який присвячений в основному опису лікарських властивостей мавп. Він цитує «Байцзе ду» і «Соу шень цзі», і описує м'ясо Пенхоу як "солодке, кисле, тепле і нетоксичне".

## У японському фольклорі
Японською мовою «Пен-хоу» читається як Хоко (яп. 彭侯,ほうこう), як дух дерева був включений до «Кондзяку Хяккі-сунь» (1781), однієї зі збірок малюнків монстрів японського художника Торіяма Секієна. Секієн описав його так само, як і в «Соу шень цзі», а також зауважив, що цей дух живе в тисячолітніх деревах. Також Пенхоу згадується в книзі «Вакан сансай дзуе» (1712) як китайський привид, пов'язаний з луною, оскільки вважалося, що японський дух дерева Кодама створює явище гірської луни, а іноді і сам ототожнюється з нею. Існує версія, що завдяки китайському впливу в деяких ілюстраціях з книг періоду Едо, таких як «Гадза Хяккі-ягьо» або «Хяккай-дзукан», відлуння символічно представлене в образі собаки.